# Здание присутственных мест (Владимир)
Здание присутственных мест (Палаты) — здание во Владимире, расположенное по адресу: Большая Московская улица, дом 58. Памятник архитектуры XVIII века.

## История
Здание построено в 1785—1790 годах для владимирских губернских присутственных мест (губернского правления). Возможно, архитектором был К. И. Бланк, работавший совместно с владимирскими архитекторами А. Вершинским и Николаем фон Берком.
В 1834 году здание насчитывало 70 кабинетов. С 1797 года первый этаж Присутственных мест занимала типография, издававшая первую городскую газету «Владимирские губернские ведомости». На втором этаже находились казначейство и судебные палаты, из-за чего здание стали называть «Палатами».
В советский период здесь тоже находились различные административные учреждения (в частности, отделы облисполкома, областной суд и прокуратура). В 1993 году здание Присутственных мест было отдано в распоряжение Владимиро-Суздальского музея-заповедника, который за пять лет переделал его в музейный комплекс.

## Архитектура

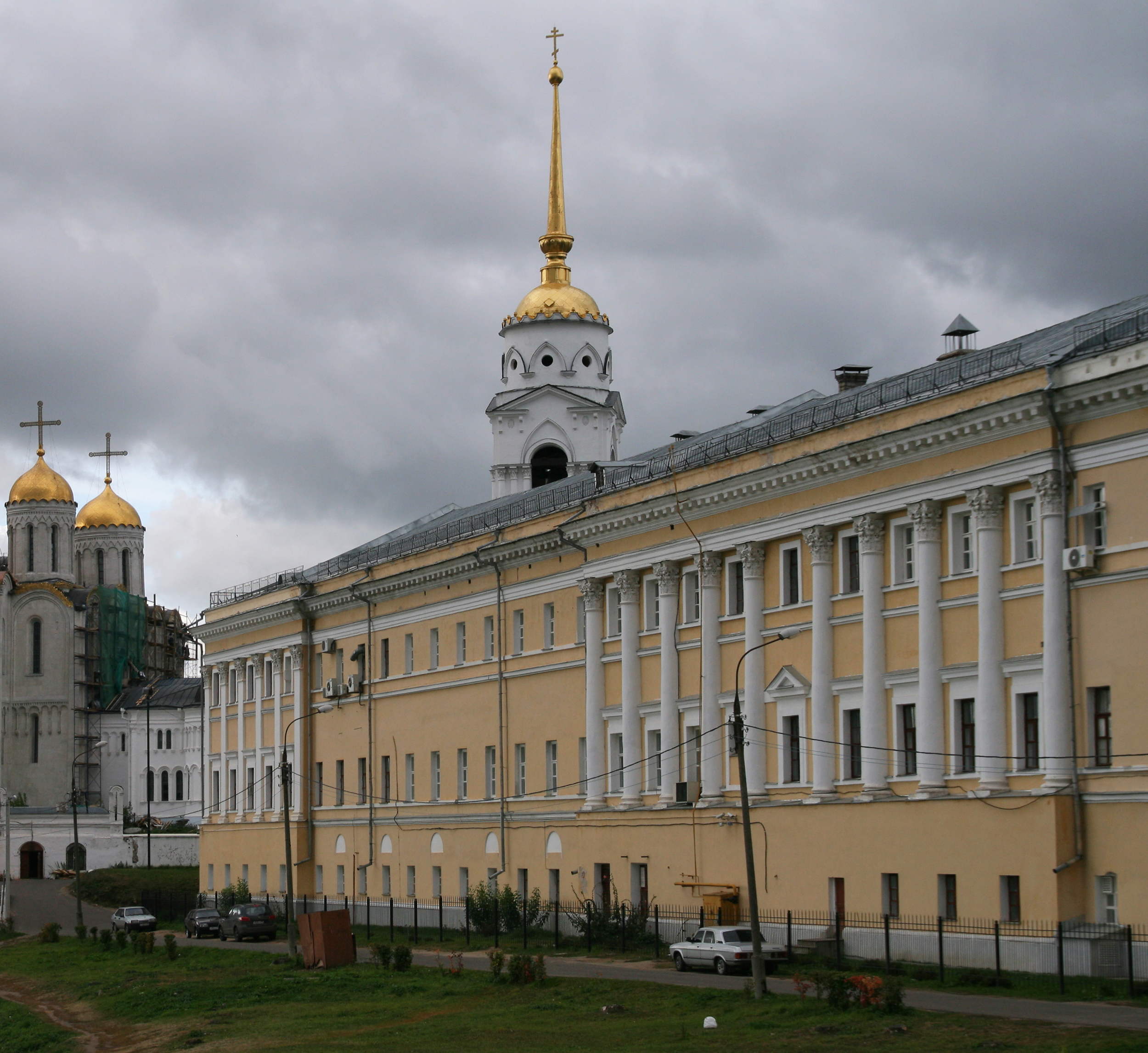
Западная часть здания и Успенский собор

Длинное трёхэтажное массивное здание построено в строгом классическом стиле между Успенским и Дмитриевским соборами в глубине парка «Липки». Фасад украшен в центре и по флангам портиками с полуколоннами. Внутри преобладают длинные коридоры, перекрытые сводами. В разные годы высказывалась критика о несоответствии больших Присутственных мест древнейшим соборам Владимира.